# Tengelyterhelés
A tengelyterhelés (vagy tengelynyomás) egy jármű teljes tömegének egy adott kerékpárra (tengelyre) jutó része. A tengelyterhelés meghatározó paraméter a pályaszerkezetek, illetve járművek tervezésénél, valamint meglévő pályák esetében meghatározza, hogy milyen terhelésű járművek közlekedhetnek rajta. A vasúti, illetve közúti pályákon az alkalmazható legnagyobb tengelyterhelést úgy választják meg, hogy a pálya a sorozatos igénybevételeket hosszú távon, károsodás nélkül elviselje.
Mértékegysége hivatalosan kilonewton (kN), de hagyományból sok esetben a tonna mértékegység is használatos.

## Vasúti pályák teherbírása
A vasúti pályán megengedett tengelyterhelés elsősorban a sínrendszertől és az aljtávolságtól, továbbá az aljak méretétől, az ágyazat anyagától és vastagságától, a sínleerősítés módjától függ. A pályán alkalmazható tengelyterhelés fordítottan arányos az alkalmazható sebességgel, a tengely-túlterhelt járművek lassabban közlekedhetnek.
Az európai vasutakon a legnagyobb tengelyterhelés értéke jellemzően 210–250 kN, az Amerikai Egyesült Államokban és a volt szovjet államokban ennél jóval nagyobb értékek is szokásosak. Hazánkban a vasúthálózat kialakulásától egészen a második világháború végéig csak igen kis mértékű fejlődés volt megfigyelhető. A 20. század elejétől a Budapestről Bécsbe vezető vasútvonalakon 160 kN volt a legnagyobb alkalmazható tengelyterhelés, a többi fővonalon még évtizedekig 140 kN volt a maximum. Mellékvonalakon ez az érték 100–120 kN körül alakult. Jelentősebb fejlődés a második világháború után az országszerte lezajlott pályarekonstrukciók nyomán fokozatosan emelkedett az Európában ma szokásos értékekre. 

### Engedélyezhető legnagyobb tengelyterhelések
Az alábbi táblázat a Magyarországon előforduló felépítményeken engedélyezhető legnagyobb tengelyterhelés- és sebességadatokat tartalmazza.
|                                | UIC 60         | UIC 54               | UIC 54               | MÁV 485, MÁV 483     | MÁV 485, MÁV 483     | MÁV 485, MÁV 483     | MÁV 485, MÁV 483     | MÁV 485, MÁV 483 | „I” (42,8 kg/fm), MÁV 44,3 | „I” (42,8 kg/fm), MÁV 44,3 | „c” (34,5 kg/fm)     | „c” (34,5 kg/fm) | „i” (23,6 kg/fm) |
| ------------------------------ | -------------- | -------------------- | -------------------- | -------------------- | -------------------- | -------------------- | -------------------- | ---------------- | -------------------------- | -------------------------- | -------------------- | ---------------- | ---------------- |
| Vágány, illetve sínállapot     | új és használt | új és használt       | új és használt       | új                   | új                   | használt             | használt             | használt         | használt                   | használt                   | használt             | használt         | használt         |
| Aljtávolság [cm]               | ≤ 60           | ≤ 60                 | 61–77                | ≤ 60                 | ≤ 70                 | ≤ 77                 | ≤ 77                 | 78–85            | ≤ 77                       | 78–85                      | ≤ 77                 | 78–85            | ≤ 77             |
| Aljtípus, illetve aljhossz [m] | betonalj       | betonalj, 2,60 faalj | betonalj, 2,60 faalj | betonalj, 2,60 faalj | betonalj, 2,60 faalj | betonalj, 2,60 faalj | betonalj, 2,60 faalj | 2,40–2,60 faalj  | betonalj, 2,60 faalj       | 2,40–2,60 faalj            | betonalj, 2,50 faalj | 2,40 faalj       | 2,40 faalj       |
| Ágyazatvastagság [cm]          | = 57           | ≥ 50                 | = 50                 | ≥ 50                 | 40–49                | ≥ 50                 | 40–49                | ≥ 30             | ≥ 40                       | 30–39                      | ≥ 40                 | ≥ 30             | n.a.             |
| Legnagyobb sebesség            | 160 km/h       | 140 km/h             | 80 km/h              | 100 km/h             | 60 km/h              | 80 km/h              | 60 km/h              | 40 km/h          | 50 km/h                    | 40 km/h                    | 40 km/h              | 40 km/h          | 20 km/h          |
| Legnagyobb tengelyterhelés     | 225 kN         | 210 kN               | 210 kN               | 210 kN               | 210 kN               | 210 kN               | 210 kN               | 210 kN           | 200 kN                     | 185 kN                     | 170 kN               | 160 kN           | 125 kN           |

Megjegyzések:
1. ↑  Külön engedéllyel 100 km/h sebesség is alkalmazható.
2. ↑  Meglévő engedélyek alapján 120 km/h sebesség is alkalmazható.
3. ↑  Külön engedéllyel 80 km/h sebesség is alkalmazható.
4. ↑  30 km/h sebesség mellett 185 kN tengelyterhelés is alkalmazható.
5. ↑  Sűrített faalj-beosztással 150 kN tengelyterhelés is alkalmazható.

A magyarországi közforgalmú vasútvonalakon érvényes legnagyobb tengelyterhelési értékek a Vasúti Pályakapacitás-elosztó Kft. honlapjáról letölthető 2016/2017. évi Hálózati Üzletszabályzat (HÜSZ) mellékletében Archiválva 2016. szeptember 17-i dátummal a Wayback Machine-ben a 3.3.1.1. pont alatt található.

### Vasúti jármű tengelyterhelésének számítása
A tengelyterhelés a vasúti járművek, így elsősorban a vontatójárművek tervezésekor igen lényeges korlátot jelent. A vontatójárműbe építendő, kellő teljesítményű gépezet tömegét megfelelő számú tengelyre kell elosztani, hogy egyetlen tengely terhelése se lépje túl a kitűzött értéket. A tengelyek számának növelése azonban növeli a jármű gördülési ellenállását, beszerzési és karbantartási költségét és a jármű nem hasznos tömegét, így energiafogyasztását is.
A tengelyterhelést korszerű, szimmetrikus futóművel ellátott járműveken úgy számítják ki, hogy a jármű saját tömegének és a rakománytömegének az összegét elosztják a jármű tengelyszámával. A jármű futásbiztonsága, a vontatójármű kerékperdülésének veszélyének csökkentése szempontjából is lényeges a tengelyek egyenletes terhelése. Régebbi, főleg soktengelyes gőzmozdonyok futóműveinél ez az egyszerű módszer nem használható, ott részletesebb számítások szükségesek. Szintén nem egyenletes a tengelyterhelés-eloszlás számos, hajtó- és futótengelyekkel egyaránt rendelkező motorkocsik és motorvonatok esetében, ahol az utasteher egyenletes elosztása (pl. a gépi berendezés helyigénye miatt) nem lehetséges, illetve éppen a gépi berendezés tömege szerkezeti okokból nem osztható el a jármű tengelyein.